# Pavetta canescens
Pavetta canescens,  es una especie de arbusto perteneciente a la familia de las rubiáceas. Se encuentra en el sur de África.

## Descripción
Es un arbusto  que alcanza un tamaño de unos 1.5  m de altura,  con ramas cenicientas cilíndricas y erectas. Las hojas obovado-ovales, redondeadas o poco  agudas en el ápice, en forma de cuña en la base,  algo peludas por el envés,  de hoja caduca, con estípulas ovales, acuminadas, connadas en la base. Las flores son tetrámeras, de color blanco.

## Distribución
Se distribuye en el sur de África por Zaire, Angola y Mozambique.

## Taxonomía
Pavetta canescens fue descrita por Augustin Pyrame de Candolle y publicado en Prodromus Systematis Naturalis Regni Vegetabilis 4: 492, en el año 1830.
Sinonimia
- Ixora canescens (DC.) Kuntze
- Pavetta flammea K.Schum.
- Pavetta sanguinolenta R.D.Good
- Pavetta tomentosa A.Rich. basónimo[5]